# A. J. Cronin
Archibald Joseph Cronin (Cardross, 1896. július 19. –‎ Montreux, 1981. január 6.) A. J. Cronin néven ismert skót orvos és regényíró. Legismertebb regénye a The Citadel (1937), amely egy skót orvosról szól, aki egy walesi bányászfaluban szolgál, mielőtt Londonban sikert aratott, ahol kiábrándult néhány orvos megvesztegethetőségéből és hozzá nem értéséből. Cronin mindkét területet ismerte: bányaorvosként és orvosként a Harley Streeten. A könyv feltárta a brit orvoslás tisztességtelenségét és visszaéléseit, és segített inspirálni az Országos Egészségügyi Szolgálatot. Az Északkelet-Angliában játszódó The Stars Look Down egy másik népszerű regénye, amelyet a bányászok körében végzett munkája ihletett. Mindkét regényt megfilmesítették, akárcsak a Hatter's Castle, The Keys of the Kingdom és a The Green Years-t. 1935-ben megjelent Country Doctor című novellája egy régóta futó BBC rádió- és tévésorozat, a Dr. Finlay's Casebook (1962–1971) alapja, amely az 1920-as években játszódik. 1993–1996-ban volt egy folytatásos sorozat is.

## Fiatalkora

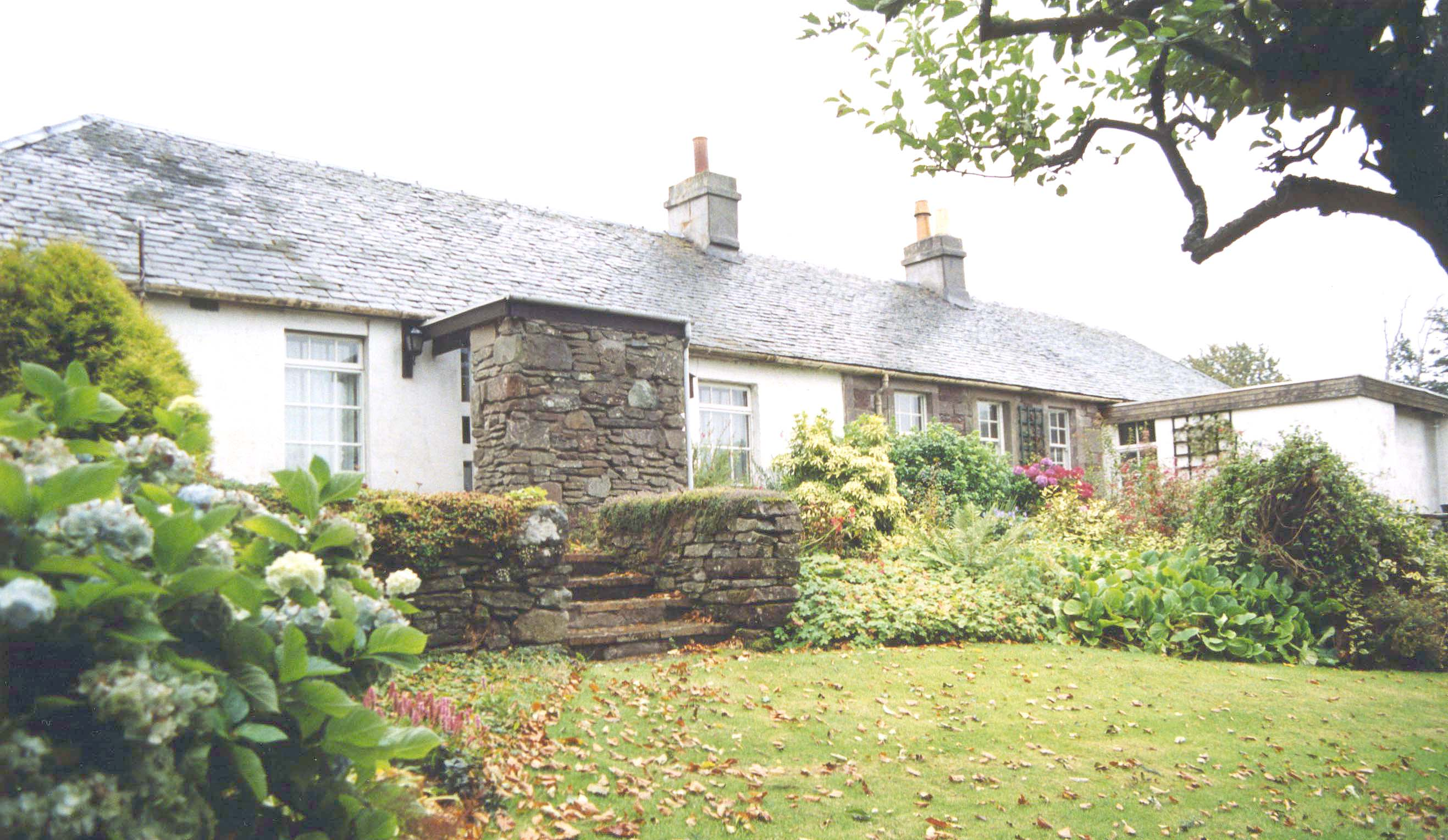
Rosebank Cottage, Cronin szülőhelye

Cronin a skóciai Dunbartonshire beli Cardrossban született, egy presbiteriánus anya, Jessie Cronin (született Montgomerie) és egy katolikus apa, Patrick Cronin egyetlen gyermekeként. Cronin gyakran írt hasonlóan vegyes hátterű fiatal férfiakról. Apai nagyszülei az írországi Armagh megyéből emigráltak, és üveg- és porcelánkereskedők lettek Alexandriában. 1870-ben nagyapja, Owen Cronague vezetéknevét megváltoztatták Cronin-ra. Anyai nagyapja, Archibald Montgomerie kalapos volt, akinek üzlete volt Dumbartonban. Házasságuk után Cronin szülei Helensburgh-be költöztek, ahol a Grant Street Schoolba járt. Hét éves korában biztosítási ügynök és kereskedelmi utazó apja meghalt tuberkulózisban. Édesanyjával a szülői házba költöztek Dumbartonba, és hamarosan közegészségügyi felügyelő lett Glasgow-ban.
Cronin nemcsak a Dumbarton Akadémia koraérett hallgatója volt, aki íróversenyeken nyert díjakat, hanem kiváló sportoló és egyesületi labdarúgó is. Már kiskorában lelkes golfozó volt és egész életében élvezte a sportot. A lazachorgászatot is szerette.
A család később a glasgow-i Yorkhillbe költözött, ahol Cronin a város Garnethill területén lévő St Aloysius' College-ba járt. Ott futballozott a First XI-ben, ezt az élményt az egyik utolsó regényébe, a The Minstrel Boy-ba is belefoglalta. Azt a családi döntést, miszerint tanulnia kell, hogy csatlakozzon a gyülekezethez, vagy hogy orvosi gyakorlatot folytasson, maga Cronin döntötte el, amikor a „két rossz közül a kisebbet” választotta. 1914-ben Carnegie-ösztöndíjat nyert a Glasgow-i Egyetem orvostudományi tanulmányaira. Miután 1916–1917 között nem volt haditengerészeti szolgálatban, 1919-ben a legmagasabb kitüntetéssel diplomázott az MBChB fokozaton (orvosi, sebészeti alapképzés). Még ugyanabban az évben Indiába látogatott hajósebészként egy járaton. Cronin további képesítéseket szerzett, köztük közegészségügyi diplomát (1923) és a Royal College of Physicians tagságát (1924). 1925-ben doktori fokozatot szerzett a Glasgow-i Egyetemen „Az aneurizma története” címmel.

## Orvosi karrier
Az első világháború alatt Cronin sebész alhadnagyként szolgált a Királyi Haditengerészet Royal Naval Reserve egységében, mielőtt elvégezte az orvosi egyetemet. A háború után olyan kórházakban képezte magát, mint a glasgow-i Bellahouston Kórház és Lightburn Kórház, valamint a dublini Rotunda Kórház. Általános gyakorlatot Garelochheadben, egy Clyde-folyó menti faluban és Tredegarban, egy dél-walesi bányászvárosban végezte. 1924-ben Nagy-Britannia bányaügyi felügyelőjévé nevezték ki. A szénpor belélegzése és a tüdőbetegség közötti összefüggésről készített felmérése a telepek orvosi szabályozásáról, valamint az erről szóló jelentései a következő néhány évben jelentek meg. Cronin későbbi regényeihez – A walesben játszódó The Citadel és a Northumberlandben játszódó The Stars Look Down – orvosi tapasztalataira és a bányászat foglalkozási veszélyeivel kapcsolatos kutatásaira támaszkodott. Ezt követően Londonba költözött, ahol a Harley Streeten praktizált, mielőtt megnyitotta volna saját, forgalmas orvosi rendelését Notting Hillben. Cronin akkoriban a Whiteleys áruház tisztiorvosa is volt, és egyre nagyobb érdeklődést mutatott a szemészet iránt.

## Írói pályafutása

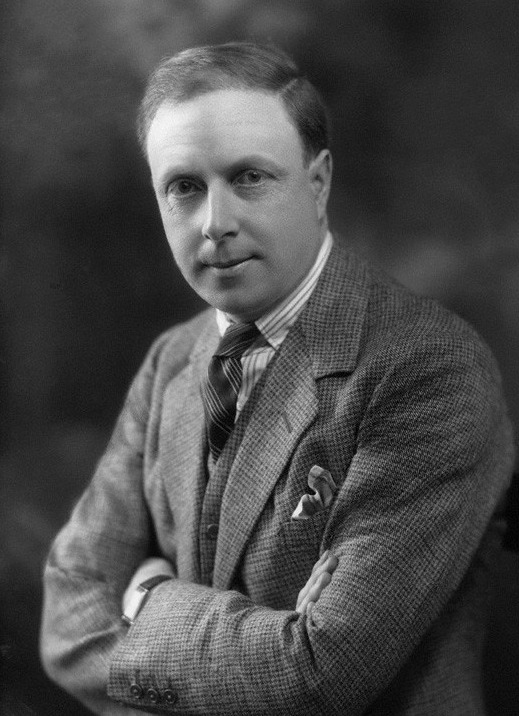
1931-ben

1930-ban Croninnál krónikus nyombélfekélyt diagnosztizáltak, és azt mondták, hogy hat hónapig pihenjen tejes diéta mellett. A Loch Fyne-i (tengeröböl) Dalchenna Farmban végre kiélhette az egész életen át tartó vágyát, hogy regényt írjon, mivel korábban „nem írt mást, csak recepteket és tudományos dolgozatokat”. A Dalchenna Farmról Dumbartonba utazott, hogy első regénye hátterét kutassa a Dumbarton Library iratainak felhasználásával, amelyben még mindig van tőle egy tanácsot kérő levél. Három hónap leforgása alatt megkomponálta a Hatter's Castle-t, és gyorsan el is fogadta a Gollancz, az egyetlen kiadó, akinek beküldte, nyilván azután, hogy felesége véletlenszerűen tűzött egy gombostűt a kiadók listájára. Azonnali sikert aratott és ez elindította termékeny írói karrierjét. Soha nem tért vissza az orvostudományhoz.
Cronin számos könyve bestseller volt a maga korában, és több nyelvre lefordították. Néhány története az orvosi karrierjére épül, drámai módon keverve a realizmust, a romantikát és a társadalomkritikát. Művei az egyén és a társadalom közötti morális konfliktusokat vizsgálják, miközben idealista hősei igazságot keresnek az egyszerű ember számára. Egyik korai regénye, a The Stars Look Down (1935) egy északkelet-angliai bányászközösségben elkövetett törvényszegéseket és egy ambiciózus bányász parlamenti képviselővé válását mutatja be.
A hihetetlenül gyorsan író Cronin szeretett átlagosan napi 5000 szót kiadni, és alaposan megtervezte cselekményeinek részleteit előre. Köztudott volt róla, hogy kemény az üzleti kapcsolatokban, bár a magánéletében olyan ember volt, akinek „ravasz humora... fűszerezte a beszélgetéseit” – állítja egyik szerkesztője, Peter Haining.
Cronin történetekkel és esszékkel is hozzájárult különböző nemzetközi kiadványokhoz. A második világháború alatt a brit információs minisztériumban dolgozott, cikkeket írt, valamint külföldi rádióadásokban vett részt.

## A Citadella hatása
A The Citadel (1937), egy bányavállalat orvosának a tudományos integritás és a társadalmi kötelezettségek egyensúlyának megteremtéséért folytatott küzdelméről szóló történet, elősegítette a Nemzeti Egészségügyi Szolgálat (NHS) létrehozását az Egyesült Királyságban azáltal, hogy rávilágított az egyenlőtlenségre és az akkori orvosi gyakorlat hozzá nem értésére, annak feltárásával. A regényben Cronin egy ingyenes közegészségügyi szolgálatot szorgalmazott, hogy legyőzzék azon orvosok ravaszságát, akik „művészeti formává emelték a guinea-rablást és a betegek zsarolását”. Cronin és Aneurin Bevan is a walesi Tredegar Cottage Kórházban dolgozott, amely az NHS egyik bázisaként szolgált. A szerző gyorsan ellenségeket szerzett az orvosi szakmában, és a szakemberek egy csoportja összehangolt erőfeszítéseket tett a The Citadel betiltására. Cronin regénye, amely a Gollancz által valaha kiadott legtöbbet eladott könyv lett, az orvosi rendszer korrupciójáról tájékoztatta a közvéleményt, ami végül reformhoz vezetett. A szerző úttörő ötletei nemcsak az NHS létrehozásában játszottak szerepet, de Raphael Samuel történész szerint Cronin regényeinek népszerűsége nagy szerepet játszott a Munkáspárt 1945-ös elsöprő győzelmében.
Ezzel szemben Cronin egyik életrajzírója, Alan Davies vegyesnek nevezte a könyv fogadtatását. A korabeli hangoskodó orvosok közül néhányan kivételt tettek a sok üzenet közül: arról, hogy néhány jómódú orvos a divatos praxisokban nagy összegeket vont ki ugyanolyan jómódú pácienseiből. Néhányan rámutattak arra, hogy nincs egyensúly a kritika és a keményen dolgozó orvosok dicsérete között. A többség elfogadta annak, ami volt, aktuális regénynek. A sajtó megpróbált szenvedélyeket szítani a szakmán belül, hogy megpróbáljon eladni egy példányt, míg Victor Gollancz követte a példáját a könyv népszerűsítésére – figyelmen kívül hagyva, hogy szépirodalmi mű, nem tudományos kutatás és nem is önéletrajzi.
Az Egyesült Államokban a The Citadel elnyerte a National Book Award-ot, az 1937-es Favorite Fiction-t, amelyet az American Booksellers Association tagjai szavaztak meg. A Gallup 1939-es közvélemény-kutatása szerint a The Citadel-t választották a legérdekesebb könyvnek, amelyet az olvasók valaha olvastak.

## Vallás
Cronin néhány regénye a vallással is foglalkozik, amelytől orvosi képzése és pályafutása során eltávolodott, de az 1930-as években újra megismerte. Az orvosi egyetemen, ahogy önéletrajzában elmeséli, agnosztikussá vált: "Amikor Istenre gondoltam, egy fölényes mosollyal tettem, ami jelezte egy ilyen elavult mítosz miatti biológiai megvetést." Wales-i gyakorlata során azonban azon emberek mély vallásos hite miatt, akik között dolgozott, elkezdett azon töprengeni, vajon „a létezés iránytűje többet tartogat-e, mint amennyit tankönyveim feltártak, többet, mint amiről valaha is álmodtam. Röviden, elvesztettem a felsőbbrendűségemet és ez, bár akkor még nem tudtam, ez az első lépés Isten megtalálása felé.”
Cronin is úgy érezte: "Ha figyelembe vesszük a fizikai univerzumot... nem kerülhetjük el az elsődleges Teremtő fogalmát... Fogadjuk el az evolúciót kövületeivel és elemi fajaival, a természetes okokról szóló tudományos tanával. És mégis ugyanazzal a rejtéllyel állsz szemben, ez elsődleges és mély. Ex nihilo nihil, ahogy iskolai korunk latin szólása mondja: semmi nem származhat a semmiből." Ezt hazahozták neki Londonba, ahol szabadidejében dolgozó fiúklubot szervezett. Egy nap meghívott egy kiváló zoológust, hogy tartson előadást a tagoknak. A beszélő "őszintén ateista megközelítést" alkalmazva leírta az események sorozatát, amelyek az élettelen anyagból származó első primitív életforma kialakulásához vezettek, "bár nem mondta meg, hogyan". Amikor befejezte, udvarias taps hallatszott. Aztán "egy vézna és nagyon átlagos fiatal idegesen felállt", és enyhe dadogással megkérdezte, hogyan lehet egyáltalán bármi. A naiv kérdés mindenkit meglepett. Az előadó "bosszúsnak, tétovázónak tűnt, lassan elvörösödött. Aztán, mielőtt válaszolhatott volna, az egész klub kacagásban tört ki. A kémcsöves realista által kínált bonyolult logikai szerkezetet összetörte egy egyszerű fiú egyetlen kihívása."

## Családja

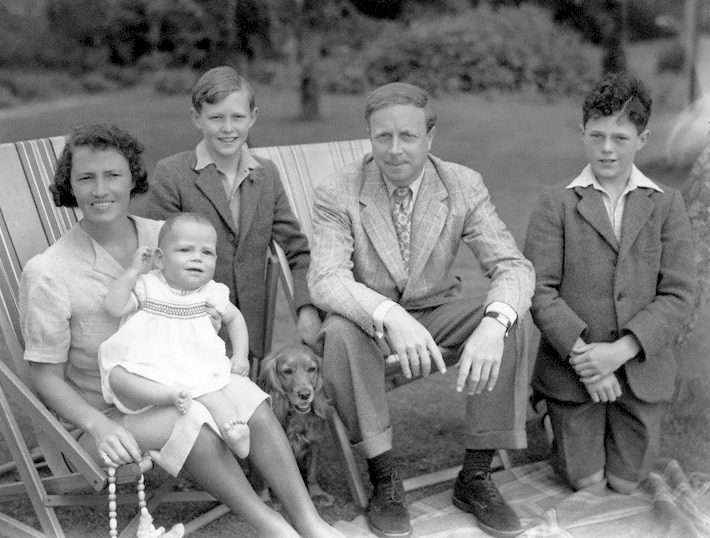
Cronin családja körében 1938-ban

Cronin az egyetemen ismerkedett meg leendő feleségével, Agnes Mary Gibsonnal (1898. május–1981.), aki szintén orvostanhallgató volt. Robert Gibson pékmester és Agnes Thomson Gibson (született Gilchrist) lánya volt a lanarkshire-i Hamiltonból. A pár 1921. augusztus 31-én házasodott össze. Agnes orvosként rövid ideig a "dispensary"-ben dolgozott férjével, amíg a Tredegar Medical Aid Society alkalmazásában állt. A londoni gyakorlatban is segített neki. Amikor író lett, ő lektorálta a kéziratait. Első fiuk, Vincent 1924-ben született Tredegarban, a második, Patrick 1926-ban Londonban és a legfiatalabb, Andrew pedig 1937-ben szintén Londonban.
Történeteit hollywoodi filmekre adaptálva Cronin és családja 1939-ben az Egyesült Államokba költözött, ahol a kaliforniai Bel Airben, a massachusettsi Nantucketben, a connecticuti Greenwichben és a maine-i Blue Hillben éltek. 1945-ben Croninék az RMS Queen Mary fedélzetén visszahajóztak Angliába, rövid ideig Hove-ban, majd az írországi Rahenyben tartózkodtak, majd a következő évben visszatértek az Egyesült Államokba. A New York-i Carlyle Hotelben, majd a massachusettsi Deerfieldben telepedtek le, majd 1947-ben New Canaanban (Connecticut) telepedtek le. Cronin gyakran utazott a Bermuda-i és franciaországi Cap-d’Ail nyári otthonaiba is.

## Későbbi évek
Végül Cronin visszatért Európába, hogy a svájci Luzernben és Montreux-ban éljen élete utolsó 25 évében. Nyolcvanas éveiig is írt. Barátai közé sorolta Laurence Oliviert, Charlie Chaplint és Audrey Hepburnt, akinek első fiának keresztapja volt. Richard E. Berlin fia, Andrew-nak is keresztapja volt.
Bár élete utolsó részét teljes egészében külföldön töltötte, Cronin nagy szeretettel övezte gyermekkorának kerületét, és 1972-ben ezt írta egy helyi tanárnak: "Bár beutaztam a világot, teljes őszintén meg kell mondanom, hogy a szívem Dumbarton... A dolgozószobámban egy gyönyörű, 17. századi színes sziklanyomat található... Még a Dumbarton futballcsapat sorsát is nagy lelkesedéssel követem." További bizonyítékok Cronin Dumbarton élethosszig tartó támogatására. F.C. a klub stadionjának előterében függő, bekeretezett, géppel írt levélből származik. Az 1972-ben írt, a klub akkori titkárának címzett levélben gratulálnak a csapatnak ahhoz, hogy 50 év kihagyás után visszatértek a legfelsőbb osztályba. Felidézi, hogy gyermekkorában támogatta ezt, és alkalmanként „átemelték” a forgókapukon (ez az elmúlt időkben általános gyakorlat volt, hogy a gyerekeknek nem kellett fizetniük).
Cronin 1981. január 6-án halt meg Montreux-ban, és La Tour-de-Peilzben temették el. Számos írását, köztük publikált és kiadatlan irodalmi kéziratokat, piszkozatokat, leveleket, iskolai füzeteket és esszéket, laboratóriumi könyveket és M.D.-dolgozatát a skót nemzeti könyvtárban (National Library of Scotland) és a Texasi Egyetem Harry Ransom Központjában tartják.
Cronin özvegye, Agnes öt hónappal később, 1981. június 10-én halt meg, és a hamvasztás után a hamvait mellé temették.

## Kitüntetései

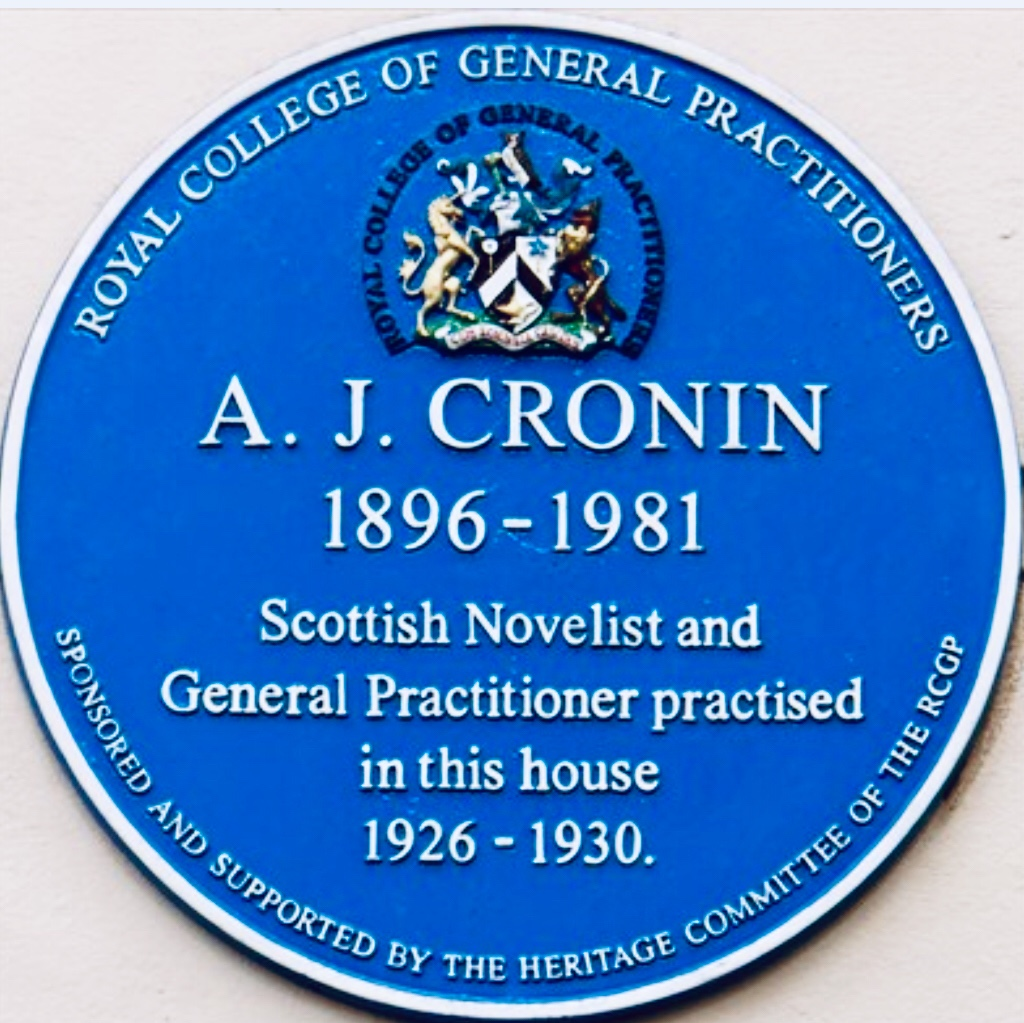
Cronin kék emlékétáblája Londonban

- National Book Award (U.S.), Favorite Novel of 1937, for The Citadel[31]
- Litt.D. from[Bowdoin College (1942) and Lafayette College (1954).
- On 27 March 2015 a blue plaque was unveiled by the Royal College of General Practitioners (RCGP) at 152 Westbourne Grove in Notting Hill[50]

## Bibliográfia
- Hatter's Castle (novel, 1931), ISBN 0-450-03486-0
- Three Loves (novel, 1932), ISBN 0-450-02202-1
- Kaleidoscope in "K" (novella, 1933)
- Grand Canary (serial novel, 1933), ISBN 0-450-02047-9
- Woman of the Earth (novella, 1933) ISBN 978-1543185812
- Country Doctor (novella, 1935) ISBN 978-1523347100
- The Stars Look Down (novel, 1935), ISBN 0-450-00497-X
- Lady with Carnations (serial novel, 1935), ISBN 0-450-03631-6
- The Citadel (novel, 1937), ISBN 0-450-01041-4
- Vigil in the Night (serial novella, 1939) ISBN 978-0-9727439-6-9
- Jupiter Laughs (play, 1940), ISBN B000OHEBC2
- Child of Compassion (novelette, 1940), ISBN 978-1530135349
- Enchanted Snow (novel, 1940), ISBN 978-1523950119
- The Valorous Years (serial novella, 1940) ISBN 978-0-9727439-7-6
- The Keys of the Kingdom (novel, 1941), ISBN 0-450-01042-2
- Adventures of a Black Bag (short stories, 1943, rev. 1969), ISBN 0-450-00306-X
- The Green Years (novel, 1944), ISBN 0-450-01820-2
- The Man Who Couldn't Spend Money (novelette, 1946), ISBN 978-1530135349
- Shannon's Way (novel, 1948; sequel to The Green Years), ISBN 0-450-03313-9
- Gracie Lindsay (serial novel, 1949), ISBN 0-450-04536-6
- The Spanish Gardener (novel, 1950), ISBN 0-450-01108-9
- Beyond This Place (novel, 1950), ISBN 0-450-01708-7
- Adventures in Two Worlds (autobiography, 1952), ISBN 0-450-03195-0
- Escape from Fear (serial novella, 1954), ISBN 978-1523326921
- A Thing of Beauty (novel, 1956), ISBN 0-515-03379-0; also published as Crusader's Tomb (1956), ISBN 0-450-01394-4
- The Northern Light (novel, 1958), ISBN 0-450-01538-6
- The Innkeeper's Wife (short story republished as a book, 1958), ISBN 978-1543220940
- The Cronin Omnibus (three earlier novels, collected in 1958), ISBN 0-575-05836-6
- The Native Doctor; also published as An Apple in Eden (novel, 1959), ISBN 978-1523392537
- The Judas Tree (novel, 1961), ISBN 0-450-01393-6
- A Song of Sixpence (novel, 1964), ISBN 0-450-03312-0
- Adventures of a Black Bag (short stories, 1969), ISBN 0-450-00306X
- A Pocketful of Rye (novel, 1969; sequel to A Song of Sixpence), ISBN 0-450-39010-1
- Desmonde (novel, 1975), ISBN 0-316-16163-2; also published as The Minstrel Boy (1975), ISBN 0-450-03279-5
- Doctor Finlay of Tannochbrae (short stories, 1978), ISBN 0-450-04246-4
- Dr Finlay's Casebook (omnibus edition – 2010), ISBN 978-1-84158-854-4
- Further Adventures of a Country Doctor (twelve late-1930s short stories, collected in 2017), ISBN 978-1543289190

## Válogatott időszaki kiadványok
- "Lily of the Valley," Hearst's International-Cosmopolitan, (February 1936), ISBN 978-1543220940
- "The Citadel..." The Australian Women's Weekly, (9 October 1937) Vol.5 # 18, begin serialization.[51]
- "Mascot for Uncle," Good Housekeeping, (February 1938), ISBN 978-1530135349
- "The Most Unforgettable Character I Ever Met: The Doctor of Lennox," Reader's Digest, 35 (September 1939): 26–30.
- "The Portrait," Hearst's International-Cosmopolitan, (December 1940), ISBN 978-1543220940
- "Turning Point of My Career," Reader's Digest, 38 (May 1941): 53–57.
- "Diogenes in Maine," Reader's Digest, 39 (August 1941): 11–13.
- "Reward of Mercy," Reader's Digest, 39 (September 1941): 25–37.
- "How I Came to Write a Novel of a Priest," Life, 11 (20 October 1941): 64–66.
- "Drama in Everyday Life," Reader's Digest, 42 (March 1943): 83–86.
- "Candles in Vienna," Reader's Digest, 48 (June 1946): 1–3.
- "Star of Hope Still Rises," Reader's Digest, 53 (December 1948): 1–3.
- "Johnny Brown Stays Here," Reader's Digest, 54 (January 1949): 9–12.
- "Two Gentlemen of Verona," Reader's Digest, 54 (February 1949): 1–5.
- "Greater Gift," Reader's Digest, 54 (March 1949): 88–91.
- "The One Chance," Redbook, (March 1949), ISBN 978-1543220940
- "An Irish Rose," Reader's Digest, 56 (January 1950): 21–24.
- "Monsieur le Maire," Reader's Digest, 58 (January 1951): 52–56.
- "Best Investment I Ever Made," Reader's Digest, 58 (March 1951): 25–28.
- "Quo Vadis?", Reader's Digest, 59 (December 1951): 41–44.
- "Tombstone for Nora Malone," Reader's Digest, 60 (January 1952): 99–101.
- "When You Dread Failure," Reader's Digest, 60 (February 1952): 21–24.
- "What I Learned at La Grande Chartreuse," Reader's Digest, 62 (February 1953): 73–77.[52]
- "Grace of Gratitude," Reader's Digest, 62 (March 1953): 67–70.
- "Thousand and One Lives," Reader's Digest, 64 (January 1954): 8–11.
- "How to Stop Worrying," Reader's Digest, 64 (May 1954): 47–50.
- "Don't Be Sorry for Yourself!," Reader's Digest, 66 (February 1955): 97–100.
- "Unless You Deny Yourself," Reader's Digest, 68 (January 1956): 54–56.
- "Resurrection of Joao Jacinto," Reader's Digest, 89 (November 1966): 153–157.

## Filmadaptációk
- 1934 – Once to Every Woman (from short story, Kaleidoscope in "K"), directed by Lambert Hillyer(wd), featuring Ralph Bellamy(wd), Fay Wray(wd), Walter Connolly(wd), Mary Carlisle, and Walter Byron(wd)[53]
- 1934 – Grand Canary, directed by Irving Cummings(wd), featuring Warner Baxter, Madge Evans(wd), Marjorie Rambeau(wd), Zita Johann(wd), and H. B. Warner(wd)[54]
- 1938 – The Citadel, directed by King Vidor, featuring Robert Donat, Rosalind Russell, Ralph Richardson, and Rex Harrison[55]
- 1940 – Vigil in the Night, directed by George Stevens, featuring Carole Lombard, Brian Aherne(wd), Anne Shirley(wd), and Robert Coote(wd)[56]
- 1940 – The Stars Look Down, directed by Carol Reed(wd), narrated by Lionel Barrymore (US version), featuring Michael Redgrave, Margaret Lockwood(wd), Emlyn Williams(wd), Nancy Price(wd), and Cecil Parker(wd)[57]
- 1941 – Shining Victory (from play, Jupiter Laughs), directed by Irving Rapper(wd), featuring James Stephenson(wd), Geraldine Fitzgerald(wd), Donald Crisp, Barbara O'Neil(wd), and Bette Davis[58]
- 1942 – Hatter's Castle, directed by Lance Comfort(wd), featuring Robert Newton(wd), Deborah Kerr, James Mason, Emlyn Williams(wd), and Enid Stamp Taylor(wd)[59]
- 1944 – The Keys of the Kingdom, directed by John M. Stahl(wd), featuring Gregory Peck, Thomas Mitchell, Vincent Price, Rose Stradner(wd), Edmund Gwenn, Benson Fong(wd), Cedric Hardwicke, Jane Ball, and Roddy McDowall[60]
- 1946 – The Green Years, directed by Victor Saville(wd), featuring Charles Coburn, Tom Drake(wd), Beverly Tyler(wd), Hume Cronyn(wd), Gladys Cooper(wd), Dean Stockwell, Selena Royle(wd), and Jessica Tandy[61]
- 1953 – Ich suche Dich ("I Seek You" – from play, Jupiter Laughs), directed by O. W. Fischer(wd), featuring O.W. Fischer, Anouk Aimée, Nadja Tiller, and Otto Brüggemann(wd)[62]
- 1955 – Sabar Uparey (from novel, Beyond This Place), directed by Agradoot(wd), featuring Uttam Kumar(wd), Suchitra Sen(wd), Chhabi Biswas(wd), Pahari Sanyal(wd) and Nitish Mukherjee[63]
- 1957 – The Spanish Gardener, directed by Philip Leacock(wd), featuring Dirk Bogarde, Jon Whiteley(wd), Michael Hordern, Cyril Cusack, and Lyndon Brook(wd)[64]
- 1958 – Kala Pani ("Black Water" – from novel, Beyond This Place)–directed by Raj Khosla(wd), featuring Dev Anand(wd), Madhubala(wd), Nalini Jaywant(wd), and Agha(wd)[65]
- 1959 – Web of Evidence (from novel, Beyond This Place), directed by Jack Cardiff, featuring Van Johnson(wd), Vera Miles(wd), Emlyn Williams(wd), Bernard Lee(wd), and Jean Kent(wd)[66]
- 1967 – Poola Rangadu (from novel, Beyond This Place), directed by Adurthi Subba Rao(wd), featuring ANR(wd), Jamuna(wd), and Nageshwara Rao Akkineni[67]
- 1971 – Tere Mere Sapne ("Our Dreams" – from the novel The Citadel), directed by Vijay Anand(wd), featuring Dev Anand(wd), Mumtaz(wd), Hema Malini(wd), Vijay Anand(wd), and Prem Nath(wd)[68]
- 1972 – Jiban Saikate (from novel, The Citadel)–directed by Swadesh Sarkar, featuring Soumitra Chatterjee(wd) and Aparna Sen
- 1975 – Mausam ("Seasons", from the novel The Judas Tree), directed by Gulzar(wd), featuring Sharmila Tagore(wd), Sanjeev Kumar(wd), Dina Pathak(wd), and Om Shivpuri(wd)[69]
- 1982 – Madhura Swapnam (from the novel The Citadel), directed by K. Raghavendra Rao(wd), featuring Jaya Prada(wd), Jayasudha(wd), and Krishnamraju(wd)[70]

## Televízió
- 1955 – Escape From Fear (CBS), featuring William Lundigan(wd), Tristram Coffin(wd), Mari Blanchard(wd), Howard Duff(wd), and Jay Novello(wd)
- 1957 – Beyond This Place (CBS), featuring Farley Granger(wd), Peggy Ann Garner(wd), Max Adrian(wd), Brian Donlevy(wd), and Shelley Winters
- 1958 – Nicholas (TV Tupi(wd)), featuring Ricardinho, Roberto de Cleto(wd), and Rafael Golombeck
- 1960 – The Citadel (ABC), featuring James Donald(wd), Ann Blyth(wd), Lloyd Bochner, Hugh Griffith, and Torin Thatcher(wd)
- 1960 – The Citadel, featuring Eric Lander, Zena Walker(wd), Jack May(wd), Elizabeth Shepherd, and Richard Vernon(wd)
- 1962–1971 – Dr Finlay's Casebook (BBC), featuring Bill Simpson(wd), Andrew Cruickshank, and Barbara Mullen
- 1962 and 1963 – The Ordeal of Dr Shannon (NBC & ITV), featuring Rod Taylor, Elizabeth MacLennan(wd), and Ronald Fraser(wd)
- 1963–1965 – Memorandum van een dokter, featuring Bram van der Vlugt(wd), Rob Geraerds, and Fien Berghegge
- 1964 – La Cittadella (RAI), featuring Alberto Lupo(wd), Anna Maria Guarnieri(wd), Fosco Giachetti(wd), Loretta Goggi and Eleonora Rossi Drago(wd)
- 1964 – Novi asistent, featuring Dejan Dubajić(wd), Ljiljana Jovanović(wd), Nikola Simić(wd) and Milan Srdoč(wd)
- 1967 – O Jardineiro Espanhol (TV Tupi(wd)), featuring Ednei Giovenazzi(wd) and Osmano Cardoso
- 1971 – E le stelle stanno a guardare (RAI), featuring Orso Maria Guerrini(wd), Andrea Checchi(wd), and Giancarlo Giannini
- 1975 – The Stars Look Down (Granada(wd)), featuring Ian Hastings, Susan Tracy, Alun Armstrong, and Christian Rodska(wd)
- 1976 – Slečna Meg a talíř Ming (Československá Televise), featuring Marie Rosulková(wd), Eva Svobodová(wd), Petr Kostka(wd), and Svatopluk Beneš(wd)
- 1977 – Les Années d'illusion (TF1), featuring Yves Brainville(wd), Josephine Chaplin, Michel Cassagne(wd), and Laurence Calame(wd)
- 1983 – The Citadel (BBC and PBS), featuring Ben Cross, Clare Higgins(wd), Tenniel Evans(wd), and Gareth Thomas (színész)(wd)
- 1993–1996 – Doctor Finlay (ITV and PBS), featuring David Rintoul(wd), Annette Crosbie, Ian Bannen, Jessica Turner, and Jason Flemyng
- 2003 – La Cittadella (Titanus(wd)), featuring Massimo Ghini(wd), Barbora Bobuľová(wd), Franco Castellano(wd), and Anna Galiena(wd)

## Rádió
- 1940 – The Citadel (The Campbell Playhouse CBS), featuring Orson Welles, Geraldine Fitzgerald(wd), Ernest Chappell(wd), Everett Sloane(wd), George Coulouris(wd), and Ray Collins(wd)[71]
- 1970–1978 – Dr Finlay's Casebook (BBC Radio 4), featuring Bill Simpson(wd), Andrew Cruickshank(wd), and Barbara Mullen(wd) (rebroadcast in 2003 on BBC 7)
- 2001–2002 – Adventures of a Black Bag (BBC Radio 4), featuring John Gordon Sinclair(wd), Brian Pettifer(wd), Katy Murphy(wd), and Celia Imrie
- 2007–2009 – Doctor Finlay: The Further Adventures of a Black Bag (BBC Radio 7), featuring John Gordon Sinclair(wd), Brian Pettifer(wd), and Katy Murphy(wd)

## Magyarul megjelent
- Réztábla a kapu alatt (The Citadel) – Európa, Budapest, 1987 · ISBN 9630740052 · Fordította: Szinnai Tivadar
  - – Alexandra, Pécs, 1999 · ISBN 9633676142 · Fordította: Váradi Katalin
- Ezt látják a csillagok (The Stars Look Down) – Árkádia, Budapest, 1989 · ISBN 9633071461 · Fordította: Szinnai Tivadar
- A mennyország kulcsa (The Keys of the Kingdom) – Szent István Társulat, Budapest, 1986 · ISBN 9633604028 · Fordította: Bíró Sándor
- Gracie (Gracie Lindsay) – Alexandra, Pécs, 1997 · ISBN 9633672384 · Fordította: Cserna György
- Garasos évek (A song of sixpence) – Esély, Budapest, 1994 · ISBN 9637709827 · Fordította: Kőrös László
  - – Alexandra, Pécs, 2010 · ISBN 9789632970837 · Fordította: Lakatos Anna
- Az élet elébe (The Green Years) – Aldina, Budapest, 1992 · ISBN 9637394044 · Fordította: Kőszegi Imre
- A körorvos (Adventures of a black bag) – Alexandra, Pécs, 1998 · ISBN 9633674778 · Fordította: Váradi Katalin
- Három szerelem (Three Loves) – Esély, Budapest, 1993 · ISBN 9637709592 · Fordította: Benedek Marcell
- A hattyúcímeres kastély (Grand Canary) – Aldina, Budapest, 1992 · ISBN 9637394079 · Fordította: Moharné Dobó Éva
- Doktor Finlay (Doctor Finlay) – Alexandra, Pécs, 2005 · ISBN 9633689945 · Fordította: Vándorffyné Lancz Edina
- A mesterdalnok (A song of sixpence) – Alexandra, Pécs, 2006 · ISBN 9633697638 · Fordította: Fehér Fatime
- Vétlen vétkes (Beyond this place) – Esély, Budapest, 1994 · ISBN 9637709975 · Fordította: Péter Éva
- A kalapos kastélya (Hatter's Castle) – Alexandra, Pécs, 2001 · ISBN 9633680530 · Fordította: Erdő Orsolya
- Szent száműzetés (The Keys of the Kingdom) – Alexandra, Pécs, 2003 · ISBN 9633674565 · Fordította: Váradi Katalin
- Júdásfa (The Judas tree) – Alexandra, Pécs, 2003 · ISBN 9633683548 · Fordította: Vincze Mariann
- A kalapkirály (Hatter's Castle) – Esély, Budapest, 1992 · ISBN 9637709096 · Fordította: Benedek Marcell
- Északi fény (The northern light) – Alexandra, Pécs, 2002 · ISBN 9633683068 · Fordította: Vincze Mariann
- II. kórterem (Kaleidoscope in „K”) – Dante, Budapest, 1940 · Fordította: Fodor József
- Egy orvos útja (Shannon's way) – Testvériség-Egység, Újvidék, 1957 · Fordította: Sulhóf József
- A beteg láztalan (The Adventures of the Black Bag) – Dante, Budapest, 1946 ·  · Fordította: Bíró Sándor

## Fordítás
- Ez a szócikk részben vagy egészben  az   A. J. Cronin című angol Wikipédia-szócikk fordításán alapul.  Az eredeti cikk szerkesztőit annak laptörténete sorolja fel. Ez a jelzés csupán a megfogalmazás eredetét és a szerzői jogokat jelzi, nem szolgál a cikkben szereplő információk forrásmegjelöléseként.